# Escape from Monkey Island
Escape from Monkey Island – przygodowa gra komputerowa stworzona i wydana przez LucasArts w 2000 roku. Jest czwartą częścią serii Monkey Island, w której poznajemy dalsze losy młodego pirata Guybrusha Threepwooda.
Gra jest pierwszą częścią serii, a drugą grą LucasArts w ogóle, stworzoną na silniku GrimE, wykorzystanym po raz pierwszy w wyprodukowanej dwa lata wcześniej grze Grim Fandango.

## Rozgrywka
Rezygnacja z silnika SCUMM spowodowała szereg zmian w sposobie rozgrywki znanym z poprzednich gier serii. Gracz steruje bohaterem wykonanym w technice trójwymiarowej poruszającym się po wyrenderowanym środowisku gry, używając do tego klawiatury, dżojstika lub dżojpada. W przeciwieństwie do gier typu point-and-click w grze nie ma klasycznego kursora. Jego funkcję spełnia głowa głównego bohatera, która odwraca się w momencie napotkania interaktywnych elementów (inna postać czy przedmiot). Następnie za pomocą przyporządkowanych przycisków na klawiaturze lub dżojstiku zlecamy wykonanie konkretnej czynności (przyjrzenie się, podniesie lub użycie przedmiotu; rozmowa z postacią). W grze istnieje możliwość łączenia ze sobą przedmiotów znajdujących się w posiadaniu gracza, opcji tej nie mieliśmy grając w Grim Fandango. Tak skonstruowany interfejs jest "przeźroczysty", ikonki czynności nie zasłaniają już pola gry (jak miało to miejsce w dwóch pierwszych częściach serii). Jednymi widocznymi elementami interfejsu są wyświetlane w postaci napisów u dołu ekranu nazwy przedmiotów, imiona postaci oraz czynności jakie w danej chwili może wykonać gracz.
Sama zmiana sposobu sterowania gry i wykorzystanie techniki 3D nie zmieniła charakteru gry. Escape from Monkey Island jest typowym przedstawicielem gatunku gier przygodowych.
Podobnie jak w pierwszej i trzeciej części gry, tak i tu znajdziemy pojedynki na obelgi słowne. Wprowadzono również nowy system walki zwany Monkey Kombat.

## Wprowadzenie do fabuły
Gra rozpoczyna się animacją, w której Guybrush Threepwood wspomina dawne przygody. Okazuje się, że bohater jest przywiązany do masztu, a okręt na którym podróżuje wraz ze swą małżonką Elaine jest właśnie atakowany przez piratów. W tym momencie kontrolę nad akcją przejmuje gracz. Po zatopieniu okrętu wroga, Guybrush wraz z Elaine dopływają do brzegów, znanej z The Secret of Monkey Island Mêlée Island, czym kończą swój miesiąc miodowy. Na wyspie czeka ich niespodzianka: Elaine została uznana za zmarłą, co powoduje konieczność rozpisania nowych wyborów na gubernatora. Tym razem jednak pojawił się kontrkandydat w osobie tajemniczego Charlesa L. Charlesa. Co więcej, rezydencja Elaine ma zostać zburzona, a Guybrush otrzymuje zadanie powstrzymania rozbiórki.

### Postacie
Poniżej przedstawiona jest lista głównych postaci występujących w grze. Wiele z nich pojawiło się już poprzednich częściach serii.

 Powracające postacie 
- Guybrush Threepwood – główny bohater gry, pirat, który potrafi wstrzymać oddech na 10 minut. Otrzymuje dwa zadania: powstrzymanie rozbiórki rezydencji gubernatora oraz udanie się na Lucre Island, by spotkać się z prawnikami rodziny Marley. Niestety przybywając na wyspę zostaje oskarżony o napad na bank i teraz musi oczyścić się z zarzutów.
- Elain Marley-Threepwood – żona Guybrusha. Do niedawna gubernator okręgu składającego się z trzech wysp: Mêlée, Booty oraz Plunder. Obecnie uznana za zmarłą musi walczyć o odzyskanie stanowiska gubernatora.
- LeChuck – główny przeciwnik Guybrusha. W finale The Curse of Monkey Island Guybrush grzebie go pod lodową górą. Uratowany przez Ozziego Mandrilla przygotowuje plan zemsty na Guybrushu.
- The Voodoo Lady – kapłanka Voodoo. Znów przeniosła swoją siedzibę na Mêlée Island, tylko po to by po raz kolejny służyć radą głównemu bohaterowi.
- Carla, Otis, Meathook – trójka piratów znana z pierwszej części gry. Okazało się, że Guybrush zostawił ich samych na łasce kanibali z Monkey Island, za co nie pałają do niego sympatią. Żadne z nich nie chce ujawnić jak udało im się uciec z Małpiej wyspy. Guybrush będzie musiał przekonać Carlę i Otisa, by ponownie dołączyli do załogi jego okrętu. Meathook został artystą malarzem.
- Stan – znany z trzech poprzednich części biznesmen, tym razem zajmujący się sprzedażą usługi zwanej Timeshare.
- Murray – pozbawiona szkieletu czaszka. Pojawił się po raz pierwszy w The Curse of Monkey Island. Zatrudniony jako ochroniarz w lokalu Planet Threepwood
- Herman Toothrot – poznany już w pierwszej części gry pustelnik zamieszkujący Monkey Island.

Nowe postacie
- Ozzie Mandrill – australijski biznesmen, który pragnie przejąć kontrolę nad całymi Karaibami i zamienić je w atrakcję turystyczną. By tego dokonać musi pozbyć się mieszkających tu piratów. Jest niepokonanym mistrzem fechtunku na obelgi i dzięki zwycięskim pojedynkom zagarnia ziemię osób na tyle nierozważnych, by stanąć z nim do pojedynku. Nie cofnie się przed żadnym nikczemnym uczynkiem, który może przybliżyć go do osiągnięcia celu. Jego nazwiska oznacza (z ang.) gatunek afrykańskiej małpy, mandryla.
- Charles L. Charles – tajemniczy jegomość, które staje w szranki z Elaine w wyborach na nowego gubernatora. Pod koniec pierwszego aktu ujawnia swą prawdziwą tożsamość.
- Pegnose Pete – kryminalista dokonujący kradzieży w banku na Lucre Island. Cała wina za ten czyn spada jednak na Guybrusha. Cecha charakterystyczna: brak nosa.

## Produkcja gry
Głównymi projektantami Escape from Monkey Island są Sean Calrk i Michael Stemmie, którzy stworzyli wcześniej inną znaną grę przygodową LucasArtu Sam & Max Hit the Road.
Głosu głównym postaciom występującym w grze, użyczyli w większości ci sami lektorzy co w The Curse of Monkey Island. Dominic Armato jako Guybrush Threepwood, Earl Boen jako LeChuck, Leilani Jones Wilmore jako Voodoo Lady oraz Denny Delk jako Murray. Nowym głosem obdarzeni zostali Elaine (w jej rolę wcieliła się Charity James) oraz Stan (w tej roli Pat Fraley).
Escape from Monkey Island w wersji na konsolę Playstation 2, różni się od wersji na komputery osobiste głównie wykorzystaniem grafik wyrenderowanych przy użyciu większej liczby wielokątów. Gra jest drugą w serii, która wydana została na konsolę do gier. Pierwszą była The Secret of Monkey Island, która ukazała się na konsoli Sega Mega-CD.

## Odbiór gry
W polskiej prasie branżowej i serwisach internetowych gra otrzymała, w większości przypadków, przychylne recenzje i oceny powyżej średniej. Jednak w opinii wielu recenzentów na większe uznanie zasługiwała wydana w podobnym czasie Najdłuższa podróż.
Wśród zalet wymieniano głównie grafikę, muzykę, fabułę oraz humor. Wady, które pojawiały się najczęściej w recenzjach, to krótki czas gry, problemy ze sterowaniem postacią, elementy zręcznościowe oraz system Monkey Kombat.
| Magazyn                  | Ocena                 |
| ------------------------ | --------------------- |
| CD-Action                | 9 / 10 + znak jakości |
| Komputer Świat Gry       | 4,83 / 6              |
| Świat Gier Komputerowych | 7 / 10                |